# Grand Prix moto du Japon 1987
Le Grand Prix moto du Japon 1987 est la première manche du Championnat du monde de vitesse moto 1987. L'épreuve s'est déroulée du 27 au 29 mars 1987 sur le circuit de Suzuka.
C'est la septième édition du Grand Prix moto du Japon.

## Classement catégorie500cm3
| Pos  | Pilote              | Constructeur | Tours | Temps/Écart     | Grille | Points |
| ---- | ------------------- | ------------ | ----- | --------------- | ------ | ------ |
| 1    | Randy Mamola        | Yamaha       | 22    | 57 min 22 s 889 | 8      | 15     |
| 2    | Wayne Gardner       | Honda        | 22    | + 42 s 389      | 3      | 12     |
| 3    | Takumi Ito          | Suzuki       | 22    | + 51 s 294      | 22     | 10     |
| 4    | Pierfrancesco Chili | Honda        | 22    | +1 min 20 s 353 | 17     | 8      |
| 5    | Ron Haslam          | Honda        | 22    | +1 min 22 s 950 | 9      | 6      |
| 6    | Tadahiko Taira      | Yamaha       | 22    | +1 min 38 s 680 | 5      | 5      |
| 7    | Hiroyuki Kawasaki   | Yamaha       | 22    | +1 min 40 s 066 | 13     | 4      |
| 8    | Roger Burnett       | Honda        | 22    | +2 min 08 s 258 | 21     | 3      |
| 9    | Shinji Katayama     | Yamaha       | 22    | +2 min 16 s 331 | 19     | 2      |
| 10   | Raymond Roche       | Cagiva       | 22    | +2 min 28 s 180 | 12     | 1      |
| 11   | Norio Iobe          | Honda        | 21    | +1 tour         | 23     |        |
| 12   | Hisashi Yamana      | Honda        | 21    | +1 tour         | 29     |        |
| 13   | Simon Buckmaster    | Honda        | 21    | +1 tour         | 32     |        |
| 14   | Wolfgang Von Muralt | Suzuki       | 21    | +1 tour         | 30     |        |
| 15   | Esko Kuparinen      | Honda        | 21    | +1 tour         | 30     |        |
| Abd. | Niall Mackenzie     | Honda        | 21    | Abandon         | 1      |        |
| Abd. | Mike Baldwin        | Suzuki       | 18    | Abandon         | 11     |        |
| Abd. | Shunji Yatsushiro   | Honda        | 15    | Abandon         | 4      |        |
| Abd. | Christian Sarron    | Yamaha       | 14    | Abandon         | 10     |        |
| Abd. | Kevin Magee         | Yamaha       | 14    | Abandon         | 6      |        |
| Abd. | Alessandro Valesi   | Honda        | 13    | Abandon         | 25     |        |
| Abd. | Susumu Shimada      | Suzuki       | 11    | Abandon         | 27     |        |
| Abd. | Gustav Reiner       | Honda        | 9     | Abandon         | 18     |        |
| Abd. | Eddie Lawson        | Yamaha       | 8     | Abandon         | 2      |        |
| Abd. | Rob McElnea         | Yamaha       | 5     | Abandon         | 7      |        |
| Abd. | Norihiko Fujiwara   | Yamaha       | 4     | Abandon         | 20     |        |
| Abd. | Marco Gentile       | Fior-Honda   | 3     | Abandon         | 28     |        |
| Abd. | Keiji Kinoshita     | Honda        | 2     | Abandon         | 16     |        |
| Abd. | Didier de Radiguès  | Cagiva       | 2     | Abandon         | 26     |        |
| Abd. | Masaru Mizutani     | Suzuki       | 0     | Abandon         | 14     |        |
| Np.  | Osamu Hiwatashi     | Suzuki       |       | Non partant     | 15     |        |
| Np.  | Freddie Spencer     | Honda        |       | Non partant     | 31     |        |

## Classement catégorie250cm3
| Pos  | Pilote               | Constructeur | Temps/Écart     | Grille | Points |
| ---- | -------------------- | ------------ | --------------- | ------ | ------ |
| 1    | Masaru Kobayashi     | Honda        | 51 min 15 s 600 | 3      | 15     |
| 2    | Sito Pons            | Honda        | + 27 s 013      | 8      | 12     |
| 3    | Reinhold Roth        | Honda        | + 27 s 551      | 7      | 10     |
| 4    | Masahiro Shimizu     | Honda        | + 39 s 118      | 1      | 8      |
| 5    | Martin Wimmer        | Yamaha       | + 50 s 515      | 2      | 6      |
| 6    | Juan Garriga         | Yamaha       | +1 min 01 s 421 | 11     | 5      |
| 7    | Patrick Igoa         | Yamaha       | +1 min 07 s 673 | 6      | 4      |
| 8    | Anton Mang           | Honda        | +1 min 20 s 079 | 10     | 3      |
| 9    | Masumitsu Taguchi    | Honda        | +1 min 30 s 890 | 4      | 2      |
| 10   | Takayoshi Yamamoto   | Yamaha       | +2 min 26 s 062 | 20     | 1      |
| 11   | Toshihiro Wakayama   | Yamaha       | +2 min 31 s 832 | 29     | 5      |
| 12   | Keiji Tamura         | Yamaha       | +2 min 32 s 654 | 18     |        |
| 13   | Luca Cadalora        | Yamaha       | +1 tour         | 15     |        |
| 14   | Harald Eckl          | Honda        | +1 tour         | 14     |        |
| 15   | Jean-François Baldé  | Honda        | +1 tour         | 25     |        |
| 16   | Guy Bertin           | Honda        | +1 tour         | 27     |        |
| 17   | Hiroo Takemura       | Honda        | +1 tour         | 31     |        |
| 18   | Jean-Michel Mattioli | Yamaha       | +1 tour         | 30     |        |
| 19   | Maurizio Vitali      | Garelli      | +1 tour         | 23     |        |
| 20   | Bruno Bonhuil        | Honda        | +1 tour         | 33     |        |
| Abd. | Alan Carter          | Honda        | Abandon         | 13     |        |
| Abd. | Fausto Ricci         | Honda        | Abandon         | 35     |        |
| Abd. | Jacques Cornu        | Honda        | Abandon         | 9      |        |
| Abd. | Carlos Cardús        | Honda        | Abandon         | 32     |        |
| Abd. | Virginio Ferrari     | Honda        | Abandon         | 34     |        |
| Abd. | Manfred Herweh       | Honda        | Abandon         | 22     |        |
| Abd. | Shosuke Kita         | Honda        | Abandon         | 16     |        |
| Abd. | Donnie McLeod        | EMC-Rotax    | Abandon         | 26     |        |
| Abd. | Stéphane Mertens     | Honda        | Abandon         | 17     |        |
| Abd. | Kevin Mitchell       | Yamaha       | Abandon         | 28     |        |
| Abd. | Jean-Philippe Ruggia | Yamaha       | Abandon         | 19     |        |
| Abd. | Dominique Sarron     | Honda        | Abandon         | 5      |        |
| Abd. | Hideshi Tomita       | Honda        | Abandon         | 24     |        |
| Np.  | Hiroshi Okumura      | Honda        | Non partant     | 12     |        |
| Np.  | Yoshihisa Hasegawa   | Honda        | Non partant     | 21     |        |
| Np.  | Carlos Lavado        | Yamaha       | Non partant     | 36     |        |

## Classement catégorie125cm3
Pas de course dans cette catégorie lors de l'édition de 1987.